# Maxwell Caulfield
Maxwell Caulfield, född som Maxwell Peter John Newby, den 23 november 1959 i Belper i Derbyshire, är en brittisk skådespelare. 

## Biografi
Caulfields första skådespelarinsats var som sjuåring i filmen Kraschen år 1967, men det var inte förrän han fick rollen som Michael Carrington i filmen Grease 2 år 1982, som han slog igenom på riktigt som skådespelare. Under 1980- och 1990-talen fortsatte Caulfield att medverka i filmer som Electric Dreams (1984), Ondskans terror (1985),  Gettysburg (1993) och Empire Records (1995), där han i den sistnämnda filmen blev särskilt ihågkommen i rollen som den avdankade popstjärnan Rex Manning. Han har även spelat rollen som Miles Colby i TV-serierna Dynastin och The Colbys.Bland Caulfields senare skådespelarinsatser märks rollen som Danny i Netflixfilmen The Merry Gentlemen. 
Han är sedan år 1980 gift med skådespelaren Juliet Mills, som är dotter till Sir John Mills och Mary Hayley Bell (Lady Mills), samt äldre syster till skådespelaren Hayley Mills. Paret har inga egna gemensamma barn tillsammans, men däremot så är Caulfield styvfar till Mills två barn från tidigare relationer.

## Filmografi (i urval)

### Filmer
| År   | Titel                      | Roll                   | Noter                            |
| ---- | -------------------------- | ---------------------- | -------------------------------- |
| 1967 | Kraschen                   | Ted                    | Krediterad som Maxwell Findlater |
| 1982 | Grease 2                   | Michael Carrington     |                                  |
| 1984 | Electric Dreams            | Bill                   |                                  |
| 1985 | Ondskans terror            | Roy Tomas Alston       |                                  |
| 1993 | Gettysburg                 | Överste Strong Vincent |                                  |
| 1993 | Vad pojkar vill ha         | Man i badrock          |                                  |
| 1993 | Alien Intruder             | Nick Mancuzo           |                                  |
| 1995 | Empire Records             | Rex Manning            |                                  |
| 1997 | Mannen som visste för lite | Brittisk agent         |                                  |
| 1997 | The Real Blonde            | Bob                    |                                  |
| 2000 | Submerged                  | Jim Carpenter          |                                  |
| 2024 | The Merry Gentlemen        | Danny                  |                                  |

### TV-serier
| År        | Titel                                 | Roll                                          | Noter                                           |
| --------- | ------------------------------------- | --------------------------------------------- | ----------------------------------------------- |
| 1985–1986 | Dynastin                              | Miles Colby                                   | 9 avsnitt                                       |
| 1985–1987 | The Colbys                            | Miles Colby                                   | 49 avsnitt                                      |
| 1987      | Hotellet                              | Alex Morrison                                 | Avsnittet "Pitfalls"                            |
| 1988–1991 | Mord och inga visor                   | Derek Padley/Roger Travis                     | 2 avsnitt                                       |
| 1989      | Tills vi möts igen                    | Alain Marais                                  | Miniserie på TV                                 |
| 1990      | Beverly Hills                         | Jason Croft                                   | Avsnittet "Class of Beverly Hills"              |
| 1991      | Dynastin - återföreningen             | Miles Colby                                   | Miniserie                                       |
| 1994      | Sirener                               | Maxwell Caulfield                             | Avsnittet "Crossing the Line"                   |
| 1994      | Doktor Quinn                          | Andrew Strauss/David Lewis                    | 2 avsnitt                                       |
| 1995–1998 | Spider-Man                            | Alistair Smythe/Ultimate Spider Slayer (röst) | 19 avsnitt                                      |
| 1996–1997 | All My Children                       | Pierce Riley                                  |                                                 |
| 1998      | Kärlek ombord II                      | Armand                                        | Avsnittet "True Course"                         |
| 1998      | Veronica                              | Brian                                         | Avsnittet "Veronica's Bridal Shower"            |
| 1999      | The Nanny                             | Rodney Pembroke                               | Avsnittet "The Fran in the Mirror"              |
| 2000      | Son of the Beach                      | Stevens                                       | Avsnittet "A Star is Boned"                     |
| 2000      | La Femme Nikita                       | Helmut Volker                                 | 2 avsnitt                                       |
| 2003–2004 | Casualty                              | Jim Brodie                                    | 58 avsnitt                                      |
| 2004      | Holby City                            | Jim Brodie                                    | Avsnittet "Casualty @ Holby City: Part 2"       |
| 2009–2010 | Hem till gården                       | Mark Wylde                                    | 169 episodes                                    |
| 2013      | NCIS                                  | Dr. Madison Fielding                          | Avsnittet "Revenge"                             |
| 2013      | Modern Family                         | Professor Cooke                               | Episode: "Bad Hair Day"                         |
| 2015      | Castle                                | Sir Ian Rasher                                | Avsnittet "The Wrong Stuff"                     |
| 2021      | American Horror Story: Double Feature | Dwights vän #1                                | Avsnittet "Take Me to Your Leader"              |
| 2022      | Pam & Tommy                           | Bob Guccione                                  | Avsnitt 5: "Uncle Jim and Aunt Susie In Duluth" |
| 2023      | The Bay                               | Sir Thomas Kenway                             | 7 avsnitt                                       |
| 2024      | Landman                               | Guvernör i Texas                              | Avsnittet "Clumsy, This Life"                   |

### Ljudboksberättare
- Världarnas krig av H.G. Wells (2012)

### Datorspel
- 007: Nightfire (2002) som James Bond
- Eragon (2006) som Brom